# Zerdana
Zerdana é um género botânico pertencente à família Brassicaceae. É endêmica do Irão.